# Max Schnur
Max Schnur (15 de febrero de 1993) es un jugador de tenis americano.
El 10 de octubre de 2016, alcanzó sus más altos ranking en individual el cual fue el número 1464 del mundo y en dobles fue el 95, alcanzado el 27 de febrero de 2017. Logró 11 títulos de categoría Challenger en Dobles.

## Títulos ATP Challenger

### Dobles
| N.° | Fecha               | Torneo                      | Superficie    | Pareja                    | Oponentes en la final           | Resultado        |
| --- | ------------------- | --------------------------- | ------------- | ------------------------- | ------------------------------- | ---------------- |
| 1.  | 19 de marzo de 2016 | Challenger de Drummondville | Dura (i)      | James Cerretani           | Daniel Evans Lloyd Glasspool    | 3-6, 6-3, [11-9] |
| 2.  | 25 de junio de 2016 | Challenger de Milán         | Tierra batida | Miguel Ángel Reyes-Varela | Alessandro Motti Hsien-Yin Peng | 1-6, 7-6, [10-5] |
| 3.  | 23 de julio de 2016 | Challenger de Tampere       | Tierra batida | David Pérez Sanz          | Steven De Waard Andreas Mies    | 6-4, 6-4         |
| 4.  | 7 de enero de 2017  | Challenger de Happy Valley  | Dura          | Hans Podlipnik-Castillo   | Steven De Waard Marc Polmans    | 7-6, 4-6, [10-6] |
| 5.  | 17 de junio de 2017 | Challenger de Caltanissetta | Tierra batida | James Cerretani           | Denys Molchanov Franko Škugor   | 6-3, 3-6, [10-6  |
| 6.  | 1 de marzo de 2020  | Challenger de Calgary       | Dura (i)      | Nathan Pasha              | Harry Bourchier Filip Peliwo    | 7-64, 6-3        |